# Copa

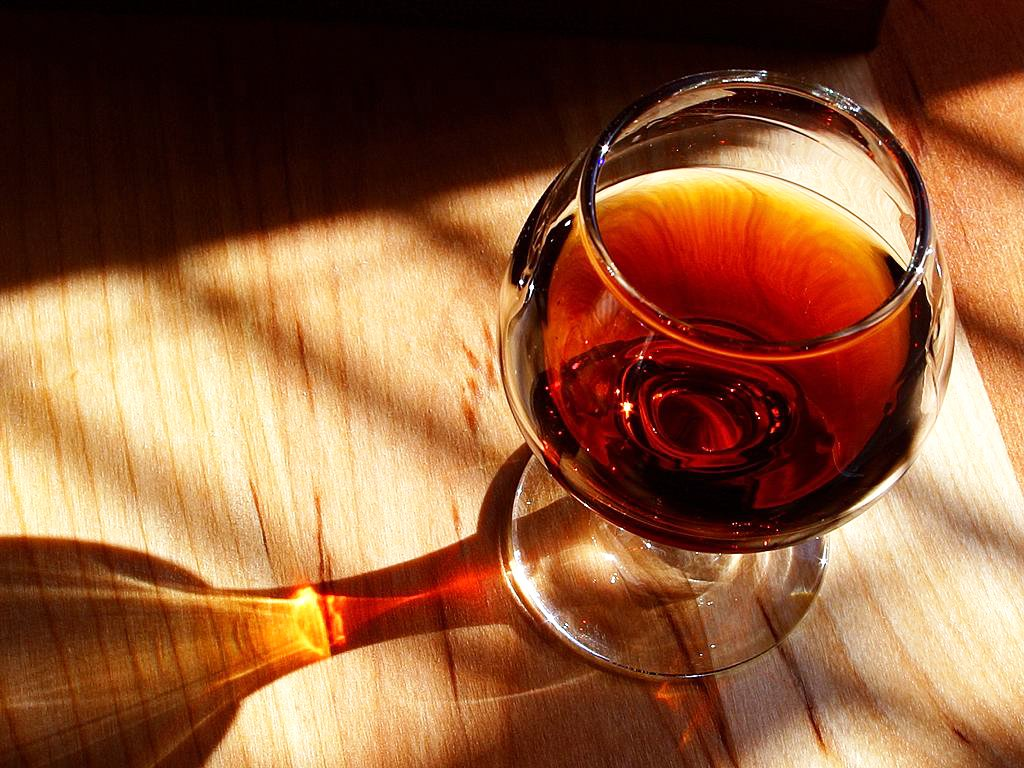
Copa de oporto.

Una copa es un vaso destinado a contener líquido para beber que posee un pie como base. Por extensión también se llama copa a la cantidad de líquido que cabe en ella (por ejemplo una «copa» de vino).

## Historia

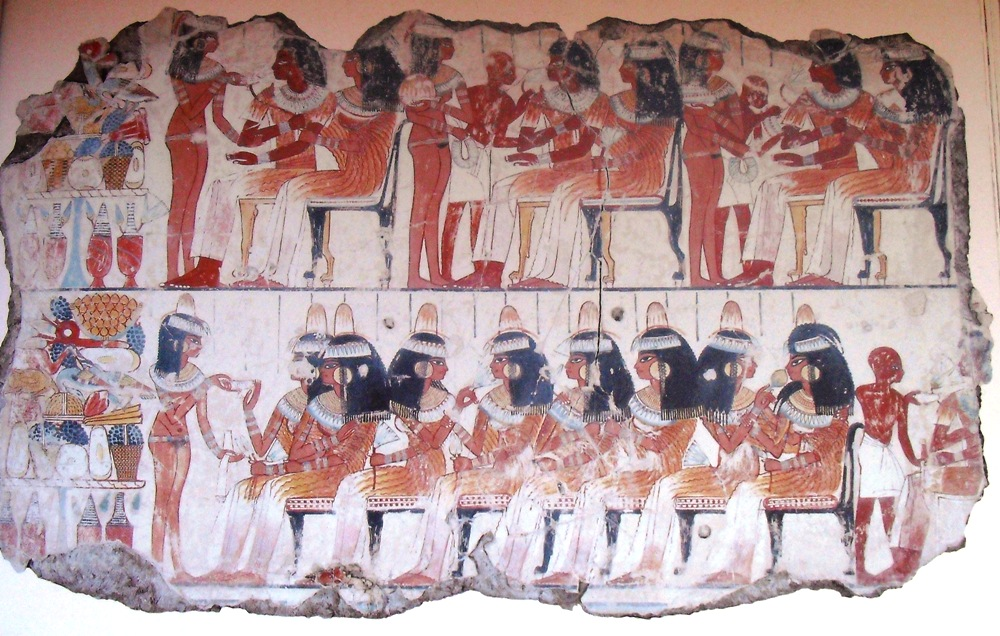
Representación de un banquete en la tumba de Nebamun.

Aunque los primeros recipientes para beber cerveza (anterior al vino) de tipo jarra se remontan al 3000 a. C., hasta el II milenio a. C. no aparecen las copas propiamente dichas.
A los invitados del Antiguo Egipto, se les ofrecían copas de vino, que podían tener diversas formas y materiales, desde el sencillo cuenco hasta sofisticadas copas de cristal, cerámica, bronce, latón e incluso plata (según Génesis 44:2, 5 José tenía una copa de plata: Y mi copa, la copa de plata.). Los menos pudientes utilizaban copas de barro. Era normal ofrecer copas de vino al comienzo de las celebraciones o banquetes y se bebía también durante la comida (Génesis 43:34 Ellos bebieron y se alegraron en su compañía.).
Durante el Bronce Pleno, la cultura argárica (en el sureste español) realizó copas con arcilla cocida. Son objetos característicos de los ajuares funerarios de la fase avanzada de dicha civilización.

### Evolución en Occidente
Más allá de los bastos recipientes de madera o bronce, Romanos y fenicios usaban una única copa para toda la familia, que se colocaba en mitad de la mesa para uso de todos. Debido a su alto precio, solo las familias ricas podían permitirse una, normalmente de lujo y muy pesada. 
En el Renacimiento aparecieron diseños espectaculares con nuevos materiales; y a partir del siglo XVIII el vidrio fue dejando su sitio al cristal, más brillante y maleable.

#### Copas de degustación
En 1977 se certifican las copas de degustación. La forma, el grosor del cristal y hasta el color de la copa influyen a la hora de degustar el vino y en la percepción que tiene el catador sobre la bebida.

#### Disposición de las copas en una mesa protocolaria
Con las normas tradicionales de protocolo, aunque pueden variar de un lugar a otro, las copas de vino tinto van a la derecha de las del agua. Las copas de vino blanco y las de cava, van a la derecha de las del vino tinto. El vino no debe llenarse más de un tercio de la copa.

## Tipos de copas
- Copa balón
- Copa flauta
- Copa tulipán
- Copa de hostelería
- Copa Jerez
- Copa de champán

## Mitos y supersticiones
- Durante la Edad Media se creía que bastaba con beber de una copa hecha con el cuerno de un unicornio para librarse del mal causado por cualquier veneno.

- Probablemente la copa más famosa sea la del Santo Cáliz (o Santo grial), la mítica copa que usó Jesús en la Última Cena y a la que se le atribuyen poderes sobrenaturales, tales como curar las enfermedades o la vida eterna.